# Миза Валту

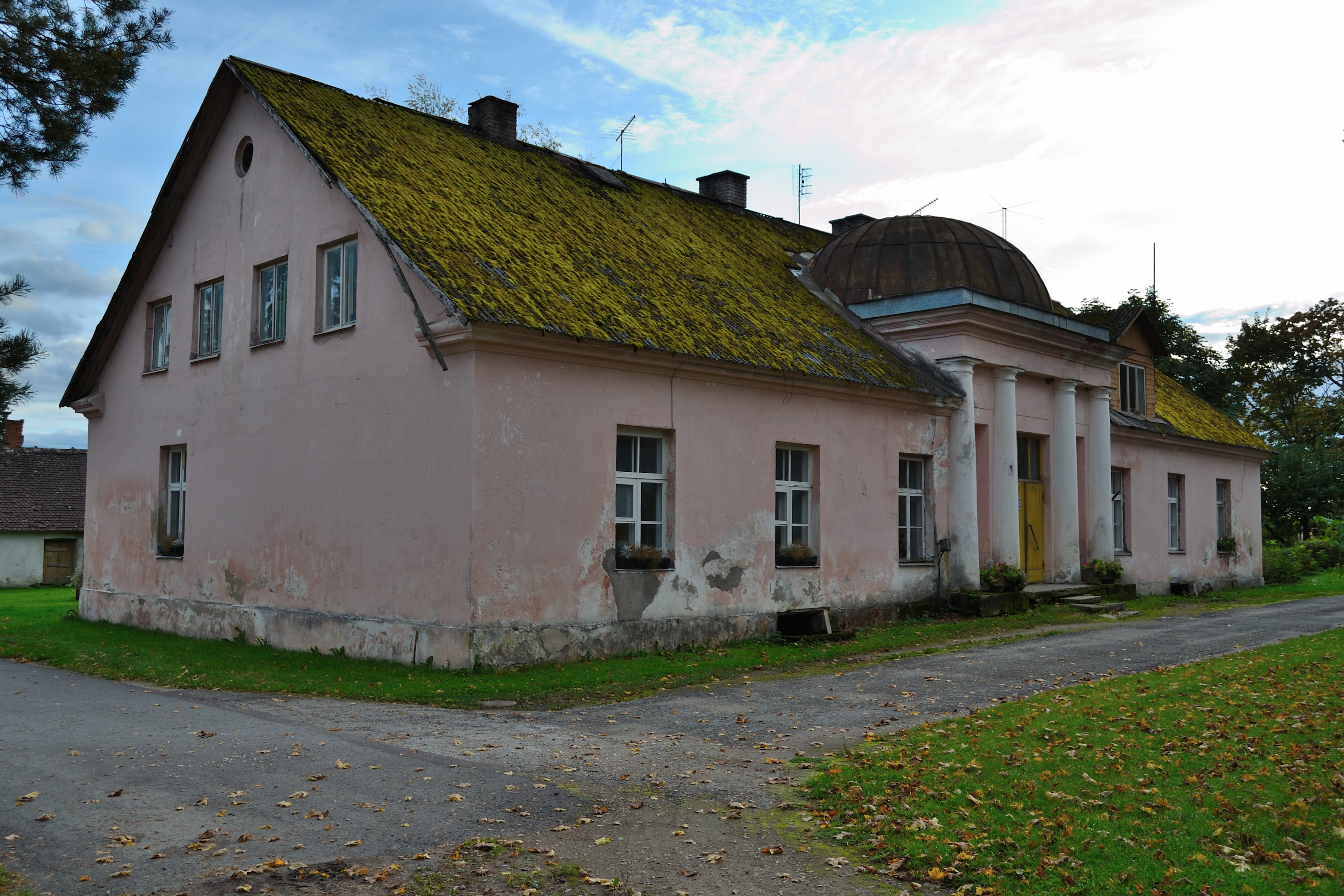

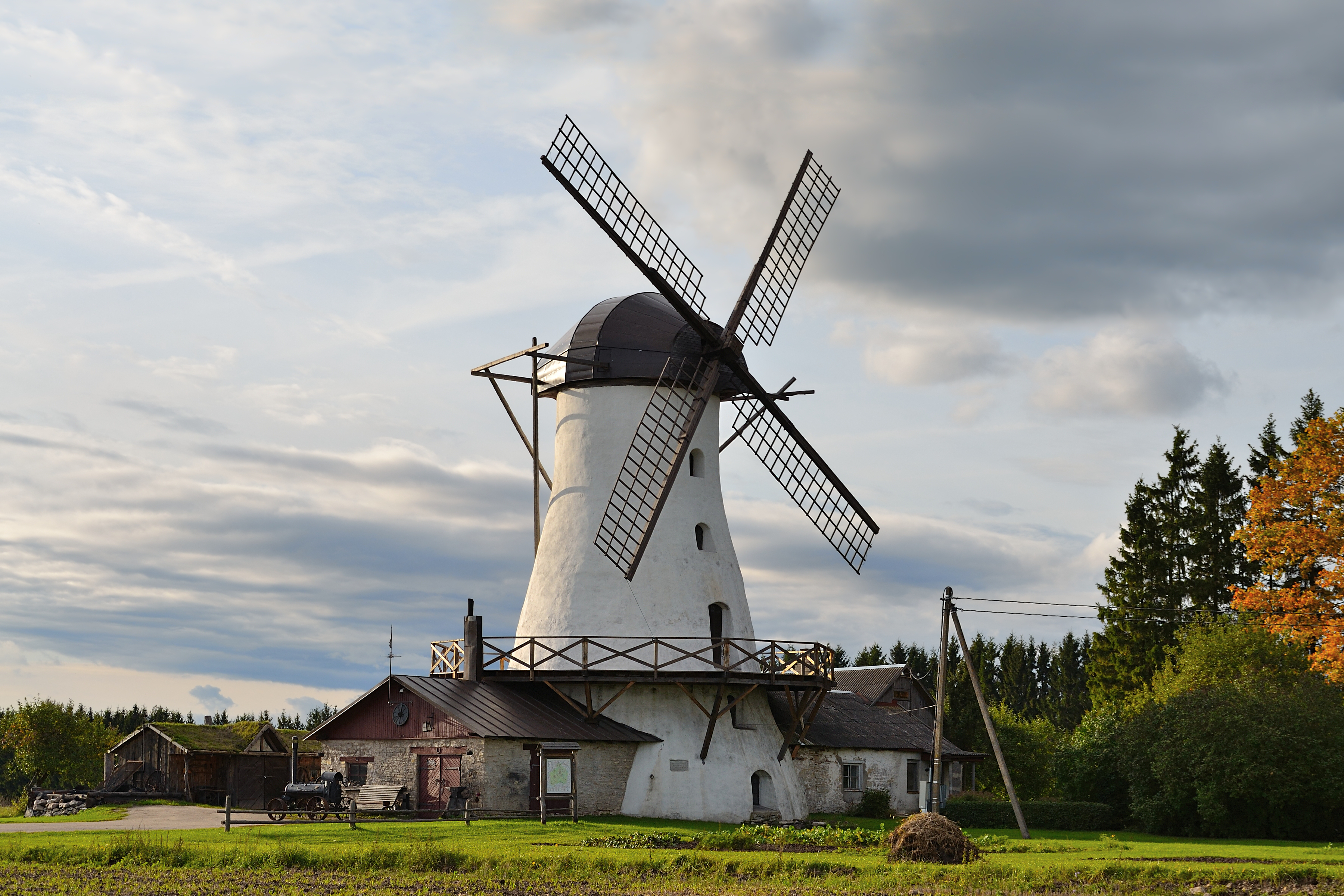
Вітряний млин на мизі Валту

Миза Валту (швед. Waldau, ест. Valtu mõis) — колишня миза в  Харью (сучасному Харьюмаа ). Перша згадка про неї відноситься до 1412 р. У 1588–1828 рр. нею володіли Тізенгаузени, пізніше — Штакельберги, Унгерн фон Штернберги і  Майделі. У свій час була відомим твором естонського класицизму.
Головну будівлю було спалено в 1905 р.; її руїни і присадибний комплекс збереглися, і деякі господарські споруди були відновлені. У 1815 р. поблизу було побудовано голландський млин. Миза і млин входять до списку культурної спадщини Естонії.

## Ресурси Інтернета
Вікісховище має мультимедійні дані за темою: Миза Валту